# King University Men's Volleyball
La King University Men's Volleyball è la squadra di pallavolo maschile appartenente alla King University, con sede a Bristol (Tennessee): milita nella Conference Carolinas della NCAA Division I.

## Storia
La squadra di pallavolo maschile della King University viene fondata nel 2010, aderendo subito alla Conference Carolinas. Il primo allenatore del programma è Jon Elliott, sostituito a stagione in corso e poi in via definitiva da Ryan Booher, sotto la cui guida i tornado centrano un terzo e un secondo posto in conference. 
Grazie alla vittoria del primo titolo di conference nella Conference Carolinas 2018, i tornado si qualificano per la prima volta alla post-season, partecipando al torneo NCAA Division I, uscendo però di scena già al primo turno, sconfitti dalla Ohio State.

## Record
| Piazzamento          |   | Edizione                     |
| -------------------- | - | ---------------------------- |
| Tornei NCAA          | 1 | Primo turno: 1 2018          |
| Titoli di conference | 1 | Conference Carolinas: 1 2018 |

## Conference
- Conference Carolinas: 2010-

## Allenatori
- Jon Elliott: 2010
- Ryan Booher: 2010-